# 정창훈
정창훈(1958년 5월 4일 ~ )은 대한민국의 모델 출신 신문기자 출신 KBS 보도본부 기자이다.

## 경력
- 1982년 9월 정창훈의 남자 모델 데뷔 ~ 1983년 7월
- 1983년 9월 정창훈의 신문기자 데뷔 ~ 1984년 7월
- 1984년 9월 KBS 대구방송총국 지역 아나운서 데뷔 ~ 1987년 8월
- 1987년 9월 KBS 보도본부 공채 18기 기자
- KBS 보도본부 사회부팀 기자
- KBS 보도본부 경제과학팀 기자
- KBS 보도본부 1TV뉴스제작팀 기자
- KBS 보도본부 2TV뉴스제작팀 기자
- KBS 앵커

## 진행

### 과거 텔레비전
- KBS 뉴스 9 주말 (KBS 1TV)
- 뉴스투데이 - 김진수 앵커의 휴가로 임시 진행 (KBS 2TV)